# 대한민국 제15대 대통령 선거 광주광역시
이 문서는 대한민국 제15대 대통령 선거의 광주광역시 지역 개표 결과이다.

## 개표 결과

### 동구
|  | 97.00% |

|  | 2.04% |

|  | 0.58% |

|  | 0.18% |

|  | 0.10% |

|  | 0.04% |

|  | 0.02% |

### 서구
|  | 97.48% |

|  | 1.63% |

|  | 0.58% |

|  | 0.18% |

|  | 0.07% |

|  | 0.01% |

|  | 0.01% |

### 남구
|  | 97.41% |

|  | 1.71% |

|  | 0.54% |

|  | 0.17% |

|  | 0.09% |

|  | 0.03% |

|  | 0.02% |

### 북구 갑
|  | 97.57% |

|  | 1.59% |

|  | 0.52% |

|  | 0.20% |

|  | 0.06% |

|  | 0.02% |

|  | 0.01% |

### 북구 을
|  | 97.40% |

|  | 1.62% |

|  | 0.65% |

|  | 0.20% |

|  | 0.06% |

|  | 0.03% |

|  | 0.01% |

### 광산구
|  | 96.70% |

|  | 1.79% |

|  | 1.10% |

|  | 0.19% |

|  | 0.12% |

|  | 0.05% |

|  | 0.02% |

## 전체 결과
|  | 97.28% |

|  | 1.71% |

|  | 0.66% |

|  | 0.19% |

|  | 0.08% |

|  | 0.03% |

|  | 0.01% |

새정치국민회의 김대중 후보가 광주광역시에서 득표율 97.28%의 성적을 기록하면서 압도적인 승리를 거두었다. 심지어 지난 2번의 대선보다 더 높은 득표율을 기록하는 결과를 받게 되었다.
한나라당 이회창 후보는 1%대 득표율, 국민신당 이인제 후보는 0%대의 득표율을 기록하면서 광주광역시에서 참패했다.

### 주요 후보 결과
| 지역    | 이회창 | 이회창 | 김대중  | 김대중 | 이인제 | 이인제 |
| 지역    | 득표수 | 득표율 | 득표수  | 득표율 | 득표수 | 득표율 |
| ------- | ------ | ------ | ------- | ------ | ------ | ------ |
| 동구    | 1,776  | 2.04%  | 84,226  | 97.00% | 512    | 0.58%  |
| 서구    | 2,297  | 1.63%  | 136,603 | 97.48% | 814    | 0.58%  |
| 남구    | 2,501  | 1.71%  | 142,353 | 97.41% | 795    | 0.54%  |
| 북구 갑 | 1,989  | 1.59%  | 121,960 | 97.57% | 662    | 0.52%  |
| 북구 을 | 2,369  | 1.62%  | 141,592 | 97.40% | 946    | 0.65%  |
| 광산구  | 2,362  | 1.79%  | 127,425 | 96.70% | 1,452  | 1.10%  |

새정치국민회의 김대중 후보가 모든 지역에서 95% 이상의 몰표를 얻으면서 완벽한 승리를 거두었다. 
한나라당 이회창 후보와 국민신당 이인제 후보는 대부분의 지역에서 각각 1%대, 0%대의 득표율을 기록하면서 부진하였다.

## 같이 보기
- 대한민국 제15대 대통령 선거